# Pavel Leus
Pavel Leus (ros. Павел Андреевич Леус, Pawieł Andriejewicz Leus, ur. 15 września 1978 w Wilnie) – litewski piłkarz rosyjskiego pochodzenia grający na pozycji bramkarza, reprezentant Litwy w latach 1998-2001.

## Sukcesy
FK Žalgiris
- mistrzostwo Litwy (1): 1998/99
- Puchar Litwy (1): 2003

FK Ałmaty
- Puchar Kazachstanu (1): 2006